# Wilhelm Bahr (Fotograf)
Carl Wilhelm Theodor Bahr (* 3. Mai 1821 in Stargard; † 13. Oktober 1876 in Hamburg) war ein deutscher Kunstmaler und Fotograf in Neubrandenburg und Hamburg. Er gehörte zum Neubrandenburger Freundeskreis des niederdeutschen Schriftstellers Fritz Reuter und erhielt von jenem den Spitznamen Malabar (= Maler Bahr).

## Leben
Wilhelm Bahr wurde geboren als jüngerer (jüngster?) Sohn des Bürgermeisters und Stadtrichters Johann Carl Gottfried Bahr (1787–1855) und dessen Frau Ida, geb. Flotow, einer Lehrertochter aus Neustrelitz. Bekannt sind zwei ältere Brüder: der Jurist Hermann Bahr (1816–1890), zuletzt Bürgermeister und Stadtrichter von Fürstenberg (Meckl.) und der Theologe Ernst Bahr (1817–1886), anfangs Lehrer an der Töchterschule in Neubrandenburg, später Pastor in Woldegk.
Bahr, der finanziell offenbar gut ausgestattet und auf Erwerbstätigkeit zur Bestreitung seines Lebensunterhalts nicht angewiesen war, ließ sich um 1850 als Porträt- und Landschaftsmaler in Neubrandenburg nieder. Zusätzlich wandte er sich früh dem neu aufkommenden Medium der Photographie zu. Zwischen 1851 und 1856 unternahm er Vortragsreisen mit Nebelbildern. 1857 richtete er in Neubrandenburg als erster ortsansässiger Fotograf ein Fotoatelier ein, veranstaltete aber weiterhin kinematografische Vorführungen in kleineren mecklenburgischen Städten. 1862 kaufte er aus dem Nachlass von Georg Barnewitz das Gut Hohenmin nördlich von Neubrandenburg (heute Ortsteil von Neddemin), das er aber schon im Folgejahr wieder verkaufte.
1872 übersiedelte Bahr nach Hamburg und übergab dabei sein gesamtes Negativarchiv an eine Neubrandenburger Fotografin. Zuletzt ist Bahr als Porträtmaler und Rentier in Hamburg-Eilbek [Ottostraße 38] nachweisbar. Er starb mit 55 Jahren.
Wilhelm Bahr war seit 30. Dezember 1846 mit der Gutspächtertochter Hermine, geb. Koch (1822–1901) verheiratet. Bekannt aus dieser Ehe sind drei Kinder, von denen Antonie Bahr (* 1856) später als Konzertpianistin in Hamburg von sich Reden machte.

## Werke
Neben einzelnen Porträts von Zeitgenossen in Pastell oder Kreide, die bisher bekannt wurden, gewinnt Bahr im Kontext zu Fritz Reuter an Bedeutung durch Lichtbilder zahlreicher bekannter Persönlichkeiten aus Neubrandenburg und Umland, die vielfach zu Reuters Freundes- und Bekanntenkreis gehörten uns so in Porträts überliefert sind. Seine Atelieraufnahmen sind durch Raumelemente und Accessoires vergleichsweise gut identifizierbar. Bekannt von ihm wurden auch einzelne Freilichtaufnahmen, etwa eine Truppenparade auf dem Neubrandenburger Markt.

## Schriften
- Der Nebelbilder-Apparat, seine Handhabung und die Anfertigung transparenter Glasbilder. Koch, Leipzig 1875. [2., sehr vermehrte Auflage. Hentze, Hamburg 1878]